# Aeroportul Internațional Hamilton
Aeroportul Internațional Hamilton (IATA: HLZ, ICAO: NZHN) este un aeroport din Hamilton⁠(d), Hamilton City⁠(d), Waikato⁠(d), Noua Zeelandă ce deservește zona Hamilton⁠(d). Aeroportul a fost tranzitat în 2022 de 283.000 de pasageri. A fost numit după zona deservită.
Situat la o altitudine de 52 m, aeroportul dispune de o singură pistă.